# Pierre Fournier (giornalista)
Pierre Fournier (San Giovanni di Moriana, 12 maggio 1937 – Le Perreux-sur-Marne, 15 febbraio 1973) è stato un giornalista, disegnatore e ambientalista francese.

## Biografia
Redattore e vignettista per le riviste satiriche Hara Kiri e Charlie Hebdo, è uno dei primi militanti antinucleari, e incarna un pensiero ecologista radicale e libertario. Nel 1972 fonda il suo giornale, La Gueule Ouverte, “il giornale che annuncia la fine del mondo”.
Intellettuale poliedrico, ha sempre portato aventi insieme la sua attività di vignettista e incisore e la sua passione per il giornalismo, collaborando sia alla redazione di articoli che alla loro illustrazione. Vegetariano, pacifista, critico della tecnologia e dell’industrializzazione, dello stato e della società dei consumi, a partire dal 1970 si stabilisce con la famiglia in una piccola casa in campagna, a Leyment, vicino alla centrale nucleare di Bugey, da cui continua a collaborare con Charlie Hebdo e partecipa al movimento antinucleare con manifestazioni, articoli e disegni. Nel 1972, giudicando insufficiente lo spazio che Charlie Hebdo destinava ai suoi articoli, fonda un proprio giornale, La Gueule Ouverte, di orientamento anarchico ed ecologista radicale. Si trasferisce in una fattoria settecentesca a Queige, mai restaurata e priva delle comodità moderne.
Muore di infarto il 15 febbraio 1973, a casa della sorella, dopo essere andato a trovare a Parigi il suo amico e collega Cavanna. Era riuscito a pubblicare solo tre numeri del suo mensile.

## Pubblicazioni
- La Vie des gens, Square Paris, 1971
- Où on va? J'en sais rien mais on y va, Square, 1973, Recueil posthume de ses textes et dessins dans Hara-Kiri Hebdo et Charlie Hebdo jusqu'au 15 février 1971 par Danielle Fournier.
- Y'en a plus pour longtemps, Square, 1973
- Carnets d'avant la fin du monde, Paris, éditions Buchet/Chastel, coll. « Les Cahiers dessinés », 2003 (ISBN 2-283-01951-6)
- Patrick Gominet et Danielle Fournier, Pierre Fournier, précurseur de l'écologie, Paris, éditions Buchet/Chastel, coll. « Les Cahiers dessinés », 2011 (ISBN 2283024528)Dessins et chroniques de Pierre Fournier parus dans Hara-Kiri, Charlie Hebdo et La Gueule ouverte.
- Sur les routes de France: 1952-1954, préface de Delfeil de Ton, Paris, éditions Buchet/Chastel, coll. « Les Cahiers dessinés », 2015 (ISBN 979-10-90875-36-4)
- Bon Dieu! Ça fait plaisir de respirer un peu l'air du pays, Paris, éditions Buchet/Chastel, coll. « Les Cahiers dessinés », 2019 (ISBN 979-10-90875-80-7)